# Palazzo Pandola
Il Palazzo Pandola è un edificio di valore storico e architettonico di Napoli che si innalza nella piazza del Gesù, in pieno centro storico.

## Descrizione
La monumentale residenza è un esempio di architettura neoclassica. In origine costituiva un'ala dell'espansione settecentesca di Palazzo Pignatelli di Monteleone; agli inizi del XIX secolo Gaetano Pandola, imparentato con i Pignatelli, decise di comprare l'ala e di adattarla come palazzo di famiglia.
La facciata fu ricostruita in stile neoclassico con balconi.
Molto imponente è il cornicione, mentre il portale, avanzato rispetto al prospetto, immette in un cortile dove è presente una scala aperta settecentesca con decorazioni pittoriche.
Qui si riunivano i patrioti irredentisti tra cui anche Guglielmo Oberdan che diresse anche il giornale patriottico. L'Oberdan vide fallire anche un attentato che aveva preparato nei confronti dell'imperatore austriaco Francesco Giuseppe. Fallito il tentativo di congiura, venne catturato e decapitato. Oggi Guglielmo Oberdan è ricordato nel palazzo da una lapide posta sulla destra del portale d'ingresso.

## Curiosità
- Nel palazzo sono state girate alcune scene della miniserie televisiva Giuseppe Moscati - L'amore che guarisce, adibendo un piano dell'edificio come abitazione di Moscati.
- Anche altri film lo hanno avuto come ambientazione: nell'episodio I giocatori del film L'oro di Napoli e nell'episodio Cuore di mamma del film Pacco, doppio pacco e contropaccotto. Ancora, vi ha girato molte scene Vittorio De Sica nel film Matrimonio all'Italiana, nel quale, più volte si vedono i due protagonisti, Sophia Loren e Marcello Mastroianni, affacciarsi dai balconi del palazzo.
- È sede dello studio d'animazione Mad Entertainment.[1]
- È sede dell'etichetta discografica Full Heads.